# Břevenec
Břevenec (dříve Hřbinec; v místním nářečí Řbinec, německy Trübenz) je vesnice, část obce Šumvald v okrese Olomouc. Nachází se asi 3 km na severovýchod od Šumvaldu. V roce 2009 zde bylo evidováno 141 adres. V roce 2001 zde trvale žilo 327 obyvatel.
Břevenec je také název katastrálního území o rozloze 6,15 km2.

## Název
Jméno vesnice je v písemných pramenech zaznamenáno v mnoha rozmanitých podobách. Výchozí podoba jména byla Břevnec odvozená od obecného břevno. Původně se jednalo o pojmenování místa u potoka nebo nějakého mokřinatého místa, kde byl přechod opatřen břevnem. Posléze bylo toto pojmenování přeneseno na osadu, která byla založena v sousedství. Tvar Břevnec vlivem nepřímých pádů (druhý pád zněl Břvencě) získal též podoby Břvenec a Břevenec. První z těchto tvarů se stal předlohou pro německé Tribenz (později Trübenz) a v češtině z něj (mimo jiné přesmykem začáteční hláskové skupiny) vzniklo Řbinec dosud užívané v místním nářečí. Na začátek tohoto tvaru bylo v lidové mluvě připojováno H- (to bylo časté u jmen začínajících na R- a Ř-) a výsledný tvar byl přikláněn k obecnému hříbě (na Hříbčinec zapsané v 19. století). Koncem 19. století byl přijat tvar Břevenec podle nejstaršího českého dokladu z roku 1446 (v Brzewenczi).

## Historie
První písemná zmínka o obci pochází z roku 1338 (v německé podobě Tribencz), kdy zde olomoucký klášter dominikánek získává roční plat ke kostelnímu oltáři. Vesnice patřila do 15. století ke zboží pánů ze Šumvaldu, později ji vlastnily rody pánů Zvolských ze Zvole, pánů z Lichtenburka, pánů z Miličína. Posledně jmenovaní ji v 16. století postupně odprodávají pánům z Boskovic. Po jejich vymření (†1597) připadá Lichtenštejnům. Po třicetileté válce dochází k příchodu kolonistů z německých zemí. Českou obcí se Břevenec znovu stává po 2. světové válce.
Památkou po někdejší těžbě železné rudy jsou mnohé zavalené štoly a haldy hlušiny. Počátky těžební činnosti sahají do 13.-14. století.

## Pamětihodnosti
- Kaple sv. Antonína Paduánského